# مسجد كامبونج سونغاي تيرابان
مسجد كامبونج سونغاي تيرابان أحد مساجد بروناي .

## الموقع
يقع المسجد في كامبونج سونغاي تيرابان، على بعد حوالي خمسة عشر كيلومتر من بلدة بيليت في بروناي .

## البناء
تم البدء في بناء مسجد كامبونج سونغاي تيرابان في عام 1994، وبعد عامين من البناء في عام 1996 تم الانتهاء من بناء المسجد، وبلغت تكلفة البناء مبلغ 266,378.22 دولار .

## استيعاب المسجد
قدرة مسجد كامبونج سونغاي تيرابان تتسع لحوالي 1,400 مصلي في وقت واحد، ومن بين التسهيلات المتاحة في المسجد هي تسهيل اجراءات انهاء الجنائز، بالإضافة لتعزيز المسجد بوجود مكتبة بداخله.